# Pryputni (obwód czernihowski)
Pryputni (ukr. Припутні) – wieś na Ukrainie, w obwodzie czernihowskim, w rejonie icznianskim, nad Udajem. W 2001 roku liczyła 674 mieszkańców.